# Municipio de Crawford (condado de Washington, Arkansas)
El municipio de Crawford (en inglés: Crawford Township) es un municipio ubicado en el condado de Washington en el estado estadounidense de Arkansas. En el año 2010 tenía una población de 1049 habitantes y una densidad poblacional de 12,12 personas por km².

## Geografía
El municipio de Crawford se encuentra ubicado en las coordenadas 35°51′37″N 94°5′8″O / 35.86028, -94.08556. Según la Oficina del Censo de los Estados Unidos, el municipio tiene una superficie total de 86.57 km², de la cual 86.17 km² corresponden a tierra firme y (0.46%) 0.4 km² es agua.

## Demografía
Según el censo de 2010, había 1049 personas residiendo en el municipio de Crawford. La densidad de población era de 12,12 hab./km². De los 1049 habitantes, el municipio de Crawford estaba compuesto por el 96.66% blancos, el 0.29% eran afroamericanos, el 0.76% eran amerindios, el 0.19% eran asiáticos, el 0.1% eran isleños del Pacífico, el 0.19% eran de otras razas y el 1.81% pertenecían a dos o más razas. Del total de la población el 1.43% eran hispanos o latinos de cualquier raza.